# Perlis
Negeri Perlis is de kleinste staat van de federatie Maleisië. Perlis ligt in het noordwesten van het Maleisisisch schiereiland aan de Andamanse Zee en de Thaise grens.

## Geschiedenis
Perlis was onderdeel van de onafhankelijke staat Kedah. In 1845 is Perlis van de staat Kedah afgescheiden door de Thais die van 1821 tot 1909 dit gebied in handen hadden. In 1909 ging Perlis volgens een verdrag gesloten met het Verenigd Koninkrijk over aan de Engelsen die Perlis bij Malaya voegden. Tijdens de Tweede Wereldoorlog is Perlis door de Japanners weer aan Thailand gegeven.
Sinds 1845 staat er een sultan aan het hoofd van Perlis.